# Katherine Butler Hathaway
 (novembre 2017).
Si vous disposez d'ouvrages ou d'articles de référence ou si vous connaissez des sites web de qualité traitant du thème abordé ici, merci de compléter l'article en donnant les références utiles à sa vérifiabilité et en les liant à la section « Notes et références ».
Katharine Butler Hathaway, née en 1890 à Baltimore et morte en 1942, est une femme de lettres américaine.

## Biographie
Durant son enfance à Salem, dans le Massachusetts, elle subit une grave maladie de la colonne vertébrale qui l'a obligée à rester sur le dos pendant dix ans. Elle passe une année à l'Abbey Academy, à Andover, puis une autre année à l'école de Miss McClintock, à Boston, pour entrer enfin au Radcliffe College (aujourd'hui fusionné avec Harvard) en automne 1910 en tant qu'étudiante spéciale.
Elle étudie à Radcliffe de 1910 à 1912 et, bien que non diplômée, elle a été nommée membre de la classe 1914.
Elle épouse Daniel Rugg Hathaway en 1932 et a vécu à Blue Hill dans le Maine et meurt en 1942.

## Activité éditoriale
Elle écrit des œuvres autobiographiques, des histoires courtes, des poèmes, des nouvelles ainsi que des histoires pour enfants.
Son plus célèbre ouvrage est The Little Locksmith publié une première fois à New York en 1943 et réédité par The Feminist Press en 2000.